# Brandenburg (jednotka)

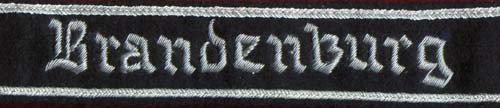
Znak jednotky Brandenburg nošený na levé paži.

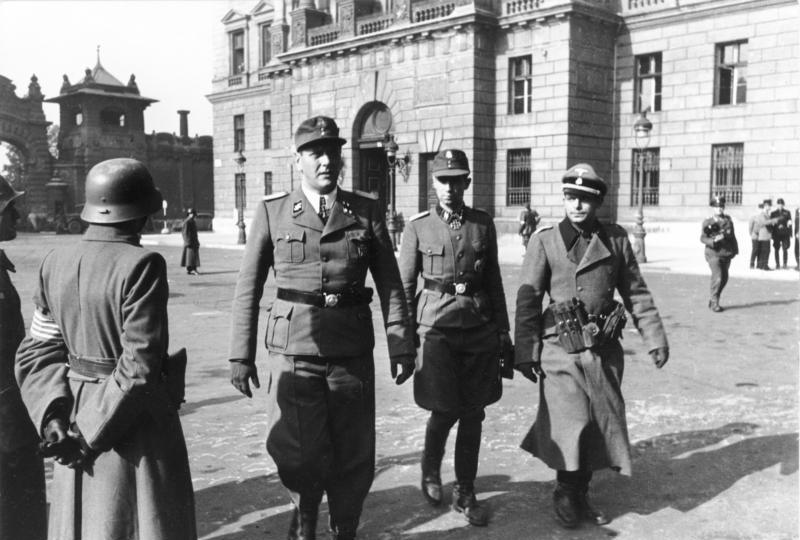
Otto Skorzeny (vlevo) a dřívější člen jednotky Brandenburg Adrian von Fölkersam (vpravo) nyní ve Skorzenyho SS-Jagdverbände v Budapešti po operaci "Panzerfaust" 16. října 1944

Brandenburg byly první německé speciální jednotky; vzešlé ze zpravodajské služby Abwehr. Oddíly, jednotky a formace, které nesly ve svém názvu přízvisko "Brandenburg", vznikly z jediné skupiny přibližně v síle roty, již postavil Abwehr před vypuknutím druhé světové války. Až do druhé poloviny roku 1942 se neuvažovalo o začlenění jednotek Brandenburg do bojové sestavy německé armády. Protože brandenburské oddíly byly určeny k vedení malých operací, často s využitím patnácti či dvaceti mužů, není možné vyjmenovat všechny uskutečněné mise.

## Bojová sestava: Pluk Brandenburg, říjen 1940
- 1. prapor
  - Velitelství: Brandenburg/Havel
  - Operační prostor: Východní a západní Evropa
  - Roty č. 1-4

- 2. prapor
  - Velitelství: Baden bei Wien
  - Operační prostor: Jihovýchodní Evropa
  - Roty č. 5-8

- 3. prapor
  - Velitelství: Düren (Aachen)
  - Operační prostor: Západní Evropa
  - Roty č. 9-12

V polovině ledna 1941 byly zformovány a zahrnuty do početního stavu roty č. 13-17.

## Velitelé
- 10. 10. 1939 – 12. 12. 1940 Hptm. Theodor von Hippel
- 12. 10. 1940 – 30. 10. 1940 Maj. d. R. Hubertus von Aulock
- 30. 11. 1940 – 12. 2. 1943 OTL. Paul Haehling von Lanzenauer
- 12. 2. 1943 – 10. 4. 1944 Gen.Maj. Alexander von Pfuhlstein
- 10. 4. 1944 – 20. 10. 1944 Gen.Lt. Friedrich Kühlwein
- 20. 10. 1944 – 10. 5. 1945 Gen.Maj. Hermann Schulte-Heuthaus

## Počty a výzbroj
Prapor čítal 716 příslušníků všech hodností. Jeho výzbroj tvořilo 36 lehkých kulometů, 8 středních kulometů, 12 protitankových děl a 12 plamenometů.
Lehký ženijní oddíl byl vybaven 6 velkými a 12 malými gumovými přepadovými čluny. Ostatní materiál zahrnoval miny, nálože, trhaviny a další výbušniny potřebné pro plnění taktických požadavků.
Síla parašutistického ženijního praporu se v průběhu války měnila a čísla zde uvedená platí pro Afriku roku 1942.

## Operace jednotek Brandenburg 1939–1945
- Srpen 1939: Vyslání skupin příslušníků Abwehru do Polska, aby zabránili sabotážím v západoslezských továrnách a zničení mostů přes Vislu.
- 15. září 1939: Toto datum je považováno za den, kdy byly zformovány jednotky Brandenburg. 15. října 1939 došlo k formálnímu stavení stavební výcvikové roty č. 800, po němž následoval vznik druhé roty, Deutsche Kompanie z.b.V.
- Duben 1940: Tažení do Skandinávie. Kluzákový výsadek obsazuje mosty přes Velký Belt v Dánsku. Operace v Norsku.
- Květen-červen 1940: Tažení do západní Evropy.
- Červenec 1940: Příprava na invazi do Velké Británie.
- Srpen 1940: Oddíly chrání rumunská ropná pole před britskými pokusy o sabotáže.
- Říjen 1940: Prapor Brandenburg získává status pluku.
- Duben 1941: Balkánské tažení v Jugoslávii a v Řecku. Brandenburský oddíl obsazuje Železná vrata na Dunaji a umožňuje tím pokračovat v nerušené říční dopravě.
- Červen 1941: První ruské tažení. V počáteční fázi útoky řady brandenburských jednotek.
- Jaro 1942: Útok na ruskou zásobovací trasu do Murmanska.
- Duben 1942: Brandenburské oddíly, které působí v Africe od jara 1941, uskutečňují operaci "Salam". Druhá operace je provedena za účelem odhalení britské zásobovací cesty ze západní Afriky do Egypta.
- Léto 1942: Druhé ruské tažení. Brandenburské oddíly se vydávají na Kavkaz, aby zde prováděly nábor mezi původními národy.
- Říjen 1942: Návrat z Kavkazu. Během léta a podzimu jsou brandenburské jednotky nasazeny do protipartyzánských akcí v Jugoslávii.
- 1. listopad 1942: Pluk Brandenburg získává status divize, která se stává součástí struktury německé armády a posléze je jí určeno místo strategické rezervy OKW.
- Podzim/zima 1942: Brandenburský motorový člun hlídkuje v Azovském moři, aby včas odhalil sovětské námořní přepadové oddíly.
- Listopad 1942: Oddíly odlétají do Tuniska.
- Únor 1943: Rommelova ofenzíva v Tunisku.
- Únor 1944: Vzniká parašutistický prapor.
- Jaro 1944: Z mužů naverbovaných v Sovětském svazu, převážně na Ukrajině a na Kavkazu, se tvoří zahraniční legie.
- Listopad 1944: V Egejském a ve Středozemním moři jsou rozmístěny skupiny motorových člunů. Další brandenburské jednotky jsou vyslány na Leros.
- Jaro 1944: Brandenburg se stává součástí armádního sboru Grossdeutschland. Operace jsou nyní vedeny jednotkami, které netvoří součást divize.
- Léto 1944: Protipartyzánské operace v Srbsku.
- Srpen 1944: Parašutistický prapor odlétá do Bukurešti.
- Prosinec 1944: Otto Skorzeny v bitvě v Ardenách.
- 1945: Jagdverbandy v operacích na východní frontě až do konce války.

## Cizí uniformy
V případě jednotek Brandenburg vydával rozhodnutí, zda budou příslušníci operující jednotky v převleku či nikoli, důstojník Abwehru II, který rovněž rozhodoval, zda se bude jednat o přestrojení úplné, nebo jenom částečné. Částečné přestrojení znamenalo použití jenom několika oděvních součástí, jako pláště, čepice nebo helmy, které dokázaly nepřítele zmást jen na velmi krátkou dobu. Úplné přestrojení znamenalo, že veškerá viditelná výstroj i výzbroj odpovídala výstroji a výzbroji nepřítele. Podrobnosti operace pak byly sděleny polní skupině, tedy menší jednotce, která měla úkol provést.

## Válečná pravidla
Při vojenských taženích do Polska, Dánska a Norska se brandenburští převlékali do uniforem nepřítele, aby tím získali taktickou výhodu. Poválečné soudy, především pak norimberský proces, potvrdily, že je legitimní, pokud se voják převlékne do uniformy nepřítele a v tomto převleku se přiblíží k cíli, na nějž má v úmyslu zaútočit. Nesmí však provést ozbrojený útok, dokud je tímto způsobem maskován. Před vlastním zahájením palby je povinen svléci stejnokroj nepřítele, aby bylo zřetelně vidět, že nosí uniformu své vlastní armády.[zdroj⁠?!] Pokud ovšem začnou střílet převlečení do cizí uniformy, mohou být souzeni a popraveni, je-li shledána jejich vina.

## Poválečná historie
Brandenburští, kteří unikli smrti nebo zajetí na konci války, nebyli jako mnoho zvláštních jednotek ochotni složit zbraně a vrátit se k občanskému životu. Mnoho bývalých příslušníků bylo přijato do Francouzské cizinecké legie.[zdroj⁠?!] Stojí za povšimnutí, že u Dien Bien Phu bylo velké množství francouzských legionářů německy mluvících - bývalých vojáků zbraní SS a německé armády.[zdroj⁠?!] Také Rusové používali Brandenburské jako vojenské poradce a členy bezpečnostních služeb.[zdroj⁠?!]
Mnoho jiných odcestovalo do Afriky, jižní Ameriky a Asie jako poradci nebo jako žoldáci. Vznikající nové africké státy daly práci mnohým z nich. Veterán jednotek Brandenburg byl dokonce za vlády Sukarna hlavou Indonéské bezpečnostní služby.[zdroj⁠?!] Mnoho příslušníků našlo práci také v Egyptských silách prvního egyptského prezidenta Muhammada Nadžíba.[zdroj⁠?!]

## Nášivky uniforem

"Sonderverband Brandenburg" 1942-1943.
"Fallschirm-Jäger-Bataillon Brandenburg" 1944".
"Division Brandenburg" 1943-1944".
"Panzergrenadier-Division Brandenburg".
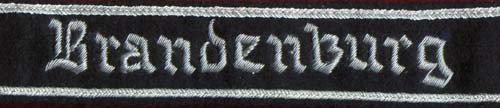
"Rukávová páska 1944".